# AS Livorno Calcio 2012/2013
AS Livorno Calcio spelade säsongen 2012/2013 i italienska Serie B.

## Organisation

### Ledning
President: Aldo Spinelli

Vicepresident: Silvano Siri

Sportchef: Elio Signorelli

Teknisk direktör: Attilio Perotti

Tränare: Davide Nicola

### Spelartrupp
| Nr | Land      | Pos | Namn                  |
| -- | --------- | --- | --------------------- |
| 1  | Italien   | MV  | Luca Mazzoni          |
| 2  | Italien   | F   | Antonio Meola°        |
| 3  | Tyskland  | F   | Giuseppe Gemiti       |
| 4  | Italien   | F   | Alessandro Bernardini |
| 5  | Schweiz   | F   | Saulo Decarli*        |
| 5  | Italien   | MF  | Lorenzo Remedi°       |
| 6  | Italien   | F   | Simone Salviato       |
| 7  | Italien   | MF  | Luca Belingheri       |
| 8  | Italien   | A   | Federico Dionisi      |
| 9  | Brasilien | A   | Paulinho              |
| 10 | Italien   | MF  | Andrea Luci (kapten)  |
| 11 | Italien   | F   | Alessandro Lambrughi  |
| 12 | Italien   | MV  | Vincenzo Fiorillo     |
| 13 | Italien   | F   | Giorgio Diana         |
| 14 | Italien   | F   | Andrea Gasbarro       |
| 15 | Italien   | MF  | Andrea Molinelli      |

| Nr | Land      | Pos | Namn                   |
| -- | --------- | --- | ---------------------- |
| 16 | Grekland  | MF  | Savvas Gentsoglou      |
| 17 | Italien   | F   | Federico Ceccherini    |
| 18 | Argentina | A   | Gastón Cellerino*      |
| 20 | Italien   | A   | Simone Dell'Agnello    |
| 21 | Österrike | MF  | Jürgen Prutsch°        |
| 21 | Italien   | MF  | Antonio Junior Vacca*  |
| 22 | Italien   | MV  | Iacopo Ricciarelli     |
| 23 | Italien   | A   | Antonio Piccolo°       |
| 23 | Ghana     | MF  | Joseph Alfred Duncan*  |
| 24 | Italien   | MF  | Mirko Bigazzi          |
| 26 | Italien   | MF  | Luca Siligardi         |
| 27 | Brasilien | F   | Emerson                |
| 28 | Italien   | MF  | Pasquale Schiattarella |
| 30 | Italien   | A   | Tommaso Biasci         |
| 33 | Italien   | MV  | Gabriele Aldegani*     |

° Spelaren lämnade klubben i januari.

* Spelaren anslöt till klubben i januari.

## Övergångar

### Sommaren 2012
| Köpta   | Köpta | Köpta             | Köpta     | Köpta       |
| Datum   | Pos   | Spelare           | Från      | Anmärkning  |
| ------- | ----- | ----------------- | --------- | ----------- |
| 11 juli | MF    | Andrea Molinelli  | Piacenza  | [ 2 ]       |
| 12 juli | F     | Giuseppe Gemiti   | Novara    | Byte        |
| 4 aug   | MV    | Vincenzo Fiorillo | Sampdoria | lån         |
| 13 aug  | MF    | Savvas Gentsoglou | Sampdoria | lån         |
| 21 aug  | F     | Emerson           | Reggina   | [ 6 ] [ 7 ] |

| Sålda   | Sålda | Sålda             | Sålda     | Sålda                    |
| Datum   | Pos   | Spelare           | Till      | Anmärkning               |
| ------- | ----- | ----------------- | --------- | ------------------------ |
| 12 juni | F     | Dario Knezevic    | Rijeka    | [ 8 ]                    |
| 21 juni | MV    | Francesco Bardi   | Inter     | 2 miloner euro + spelare |
| 30 juni | MV    | Alessandro Vono   | klubblös  | Utgånget kontrakt        |
| 30 juni | F     | Mirko Pieri       | klubblös  | Utgånget kontrakt        |
| 30 juni | MF    | Simone Barone     | klubblös  | Utgånget kontrakt        |
| 30 juni | F     | Simone Sini       | Roma      | Avslutat lån             |
| 30 juni | MF    | Attila Filkor     | AC Milan  | Avslutat lån             |
| 30 juni | MF    | Francesco Rampi   | Perugia   | Avslutat lån             |
| 30 juni | A     | Marco Bernacci    | Bologna   | Avslutat lån             |
| 12 juli | F     | Romano Perticone  | Novara    | Byte                     |
| 13 juli | A     | Filippo Moscati   | Gavorrano | Delägarskap              |
| 14 juli | F     | Riccardo Regno    | Gubbio    | Lån                      |
| 14 juli | F     | Lorenzo Gonelli   | Pontedera | Delägarskap              |
| 17 juli | A     | Andrej Galabinov  | Gubbio    | Lån                      |
| 22 aug  | F     | Fabrizio Di Bella | Barletta  | Lån                      |
| 29 aug  | MF    | Matteo Lignani    | CFR Cluj  | Lån                      |

### Januari 2013
| Köpta  | Köpta | Köpta             | Köpta     | Köpta        |
| Datum  | Pos   | Spelare           | Från      | Anmärkning   |
| ------ | ----- | ----------------- | --------- | ------------ |
| 24 jan | MF    | Alfred Duncan     | Inter     | lån          |
| 29 jan | F     | Saulo DeCarli     | Chiasso   | lån          |
| 31 jan | MV    | Gabriele Aldegani | Nocerina  | lån          |
| 31 jan | MF    | Francesco Brondi  | Picchi    | [ 19 ]       |
| 31 jan | MF    | Antonio Vacca     | Benevento | lån          |
|        | A     | Gastón Cellerino  | Unión     | avslutat lån |

| Sålda  | Sålda | Sålda            | Sålda     | Sålda      |
| Datum  | Pos   | Spelare          | Till      | Anmärkning |
| ------ | ----- | ---------------- | --------- | ---------- |
| 7 jan  | A     | Antonio Piccolo  | Lanciano  | lån        |
| 14 jan | MF    | Dario Colombi    | Foligno   | lån        |
| 18 jan | MF    | Lorenzo Remedi   | Pontedera | lån        |
| 30 jan | F     | Antonio Meola    | Lumezzane | lån        |
| 31 jan | MV    | Alfonso De Lucia | Nocerina  | lån        |
| 31 jan | MF    | Jürgen Prutsch   | Barletta  | lån        |
| 31 jan | A     | Bryan Goiè       | Pavia     | lån        |

## Laguppställning
Hösten 2012.

Startelva i den avgörande matchen mot Empoli.